# 아프로디노
아프로디노는 2인조 인디밴드 그룹이다.2012년 디지털 싱글 《카멜레온》을 발매하고 정식 데뷔하였다.

## 현재 멤버
- 김디노 (보컬,기타)
- 최강혁 (베이스)

## 과거 멤버
- 이정환

## 활동 음반
- 2012년 12월 21일 - [Digital Single] 카멜레온
- 2013년 1월 29일 - [Digital Single] 너의 나
- 2013년 8월 7일 - [Digital Single] 편지를 써줄래
- 2014년 1월 15일 - [Diigtal Single] First
- 2014년 6월 27일 - [Digital Single] 빗소리
- 2014년 12월 3일 - [Digital Single] 나
- 2015년 4월 27일 - [Digital Single] Zzz
- 2016년 1월 25일 - [Digital Single] 공간
- 2016년 9월 5일 - [Digital Single] 분리불안
- 2017년 1월 4일 - Small Universe

## 합작 음반
- 2014년 2월 3일 - [Digital Single] Good Afternoon(With.정크야드)
- 2014년 8월 22일 - [Digital Single] Clock And You(With.정크야드)

## 같이 보기
- 정크야드
- YG 엔터테인먼트